# Nguyễn Phúc Mân
Nguyễn Phúc Mân (chữ Hán: 阮福旻; ? – 26 tháng 3 năm 1783), tước phong An Biên Quận vương (安邊郡王), là một hậu duệ của chúa Nguyễn và là em của vua Gia Long nhà Nguyễn trong lịch sử Việt Nam.

## Tiểu sử
Công tử Mân là con trai thứ năm của Hiếu Khang Hoàng đế Nguyễn Phúc Luân, mẹ là Nguyễn Từ phi. Không rõ năm sinh của ông.
Mùa xuân năm Ất Mùi (1775), công tử Mân theo chúa Nguyễn Phúc Thuần và những người anh em vào Gia Định đánh giặc, được bổ chức Thiếu phó Quận công.
Năm Nhâm Dần (1782), quân Tây Sơn tấn công Gia Định, ông cùng Chu Văn Tiếp chia các tướng ra từng bộ để đánh nhau với tướng Đỗ Nhàn Trập ở Ngưu Chữ (tức Bến Nghé), chiếm lại Gia Định, rước Nguyễn Ánh từ Phú Quốc về.
Mùa xuân năm Quý Mão (1783), quân Tây Sơn lại tấn công, công tử Mân giữ đồn Giác Ngư. Đồn bị vây hãm, ông chạy sang cầu phao bỏ trốn. Đô đốc Tây Sơn là Lê Văn Kế cho chặt đứt cầu phao, Tôn Thất Mân rơi xuống nước mà chết đuối, nhằm ngày 24 tháng 2 (âm lịch).
Năm Kỷ Dậu (1789), vua Gia Long truy tặng cho công tử Mân chức Đặc tiến Phụ quốc Thượng tướng quân, Cẩm y vệ Chưởng vệ sự Chưởng doanh, thụy là Trung Dũng (忠勇). Năm Gia Long thứ 4 (1805), vua tiếp tục truy tặng ông làm Dực Vận Tuyên Lực tôn thần, Khai phủ phụ quốc Nguyên soái, Thiếu phó, Quận công, thụy là Trung Liệt (忠烈), cho phụ tế ở Thái miếu. Năm thứ 13 (1814), tiếp gia tặng là Tuyên Lực tôn thần, Khai phủ phụ quốc Nguyên soái Thái phó, Nghị công, thụy là Trung Hiến (忠獻), chuyển sang thờ ở đền Triển Thân.
Năm Giáp Thân, Minh Mạng thứ 5 (1824), vua chuyển bài vị của ông sang thờ ở Thế miếu. Năm thứ 12 (1831), vua gia tặng cho ông là Tá Vận tôn thần, Tôn nhân phủ tôn nhân lệnh, đổi tên thụy là Trung Hoài (忠懷), truy thăng làm An Biên Quận vương (安邊郡王). Đến năm Canh Tuất (1850), Tự Đức lại cho rước bài vị của ông về thờ ở đền Thân Huân.
Quận vương Mân không có con thừa tự.